# Эштон, Трейси
Трейси Эштон (англ. Tracy Ashton) — американская актриса кино и телевидения. Самая известная роль — Диди в сериале «Меня зовут Эрл». Во всех фильмах играет девушек-инвалидов потому, что её левая нога ампутирована выше колена.

## Биография
Трейси Эштон родилась и выросла в Южном Иллинойсе, там же окончила институт по танцевальной специальности в 1981 году, и получила научную степень. В детстве, будущая актриса сыграла эпизодическую роль в сериале The Delphi Bureau. Но в 1987 году у неё диагностировали злокачественное новообразование (Myxoid liposarcoma). Трейси Эштон перенесла несколько операций, но они не помогали и в результате, в 1995 году, врачи ампутировали ей левую ногу выше колена. Поскольку ампутация была очень высокая, Трейси не смогла освоить протез и вынуждена ходить на костылях. Тем не менее, она смогла не только полностью восстановиться, но и вернулась и заново освоила карьеру киноактрисы. У Трейси Эштон есть сын по имени Ной.

## Фильмография
| Фильмы      | Фильмы             | Фильмы                   | Фильмы                                |
| год         | название           | роль                     | примечание                            |
| ----------- | ------------------ | ------------------------ | ------------------------------------- |
| 2003        | Застрял в тебе     | Casting Agent #2         |                                       |
| 2006        | Внутренняя империя | Сестра Марины            | одноногая женщина                     |
| 2015        | Книжный клуб       | Рут                      | короткометражная комедия              |
| Сериалы     |                    |                          |                                       |
| год         | название           | роль                     | примечание                            |
| 1972 — 1973 | The Delphi Bureau  | девочка с памфлетом      | пилотный эпизод                       |
| 2005 — 2009 | Меня зовут Эрл     | Диди — одноногая девушка |                                       |
| 2013        | Воспитывая Хоуп    | Джина                    | эпизод: «Credit Where Credit Is Due'» |